# Kachumbari
Il kachumbari è un piatto tipico della cucina africana, in particolare nell'area dei Grandi Laghi; si tratta di un'insalata a base di pomodori tritati, cipolle e peperoncino. Alcune variazioni del kachumbari sono presenti in Kenya, Uganda, Tanzania, Repubblica Democratica del Congo, Ruanda, Burundi e Malawi (dove il kachumbari è anche chiamato sumu, shum o, più semplicemente "insalata di pomodori e cipolle").
Il termine kachumbari è in lingua swahili e deriva da cachumber, nome di un piatto molto simile e popolare in alcune aree dell'India.

## Usi
Il Kachumbari è mangiato durante i pasti principali (pranzo o cena). In Kenya e in Tanzania è usato come condimento ed è servito insieme a riso pilaf, al mukimo, a carne alla griglia o all'ugali. In Malawi è invece generalmente consumato come piatto unico, mentre in Uganda è di solito mangiato assieme al nyama choma, ossia un piatto di carne grigliata.

## Variazioni
Al kachumbari possono essere aggiunti vari ingredienti, come succo di limone, succo di lime, prezzemolo, coriandolo, avocado o cocomero. Può essere inoltre aggiunta una piccola quantità di bevanda alcolica al piatto, ad esempio il gin o la vodka.
Alcune variazioni nella preparazione prevedono l'impiego di habanero o di un tocco di pepe di Cayenna.